# Babka z zakalcem
Babka z zakalcem (ang. Soapdish) – amerykańska komedia z 1991 r. w reżyserii Michaela Hoffmana.

## Główne role
- Sally Field – Celeste Talbert/Maggie
- Kevin Kline – Jeffrey Anderson/Dr Rod Randall
- Robert Downey Jr. – David Seton Barnes
- Cathy Moriarty – Montana Moorehead/Pielęgniarka
- Elisabeth Shue – Lori Craven/Angelique
- Whoopi Goldberg – Rose Schwartz
- Teri Hatcher – Ariel Maloney/Dr Monica Demonico
- Garry Marshall – Edmund Edwards
- Kathy Najimy – Tawny Miller
- Paul Johansson – Blair Brennan/Bolt
- Arne Nannestad – Reżyser Burton White

## Nominacja
- 1991 Złote Globy Najlepszy aktor w komedii lub musicalu – Kevin Kline.